# Gérard Krawczyk
Gérard Krawczyk (París, 17 de maig de 1953) és un director, actor i guionista de cinema francès d'origen polonès.

## Biografia

### Formació i revelació crítica
Després d'un màster en economia i gestió pública a la Universitat París-Dauphine, Gérard Krawczyk va completar la seva formació a l'IDHEC, secció de direcció i rodatge. Allà va produir comèdies curtes que va mostrar en festivals emergents. La seva pel·lícula de graduació The Subtle Concept (1981), després els seus dos curtmetratges següents Toro Moreno (1983) i Homicide by Night (1984) van tenir una bona acollida, premiats en festivals internacionals i nominats als César.
Pel seu primer llargmetratge, Je hais les acteurs (1986), va adaptar la novel·la homònima de Ben Hecht i va retre homenatge al cinema nord-americà de la dècada de 1940 en una comèdia filmada en blanc i negre, on dirigeix els actors Jean Poiret, Bernard Blier, Michel Galabru, Michel Blanc,  Pauline Lafont, Dominique Lavanant, Guy Marchand, Jean-François Stévenin, amb aparició de Gérard Depardieu. La pel·lícula va ser nominada al César al millor primer treball i va obtenir el Premi Michel Audiard al Festival de Deauville.

### Progressió en un registre dramàtic (dècada de 1990)
Continua amb un drama íntim, dur i sensual, coescrit amb Jean-Paul Lilienfeld basat en una novel·la de Pierre Pelot, L'Été en pente douce (1987) interpretat per Jean-Pierre Bacri, Jacques Villeret, i de nou Pauline Lafont i Guy Marchand.
Un productor li fa signar un contracte de tres pel·lícules en exclusiva. Gérard Krawczyk va escriure tres guions, inclosa una adaptació de La Petite Marchande de prose de Daniel Pennac, que va guanyar l'Avance sur recettes. Amb cada projecte, el productor fa marxa enrere, alhora que li impedeix marxar quan Jean-Pierre Bacri el convoca per a l'adaptació cinematogràfica de l'obra Cuisine et Dépendances. No obstant això, durant aquest període Gérard Krawczyk va escriure un guió per a una pel·lícula per televisió dirigida per Sylvain Madigan, Strangers dans la nuit (1991), va rodar un telefilm, Le Prix d'une femme (1993), i un reportatge per Envoyé spécial, Nabil le coursier (1994) (una de les poques vegades en què no hi ha veu en off) així com nombrosos anuncis.
Alliberat del seu contracte, Gérard Krawczyk es va inspirar en la novel·la Play back de Didier Daeninckx per a Héroïnes (1996), un projecte produït per Gaumont i el coguionista del qual aquest l'hora és Alain Layrac. El director descobreix a la cantant Maïdi Roth en una model i cedeix el paper a Virginie Ledoyen que interpreta el paper d'una jove impulsada massa ràpidament al rang de celebritat.

### Confirmació comercial (any 2000)
L'any següent, Gérard Krawczyk va ser cridat per substituir Gérard Pirès que va ser hospitalitzat. Gérard Krawczyk està involucrat en el primer mes de rodatge de Taxi (1998). Aleshores Luc Besson li va confiar la direcció del segon equip de [[[Joana d'Arc (pel·lícula)|Joana d'Arc]] (1999). Poc després, va dirigir Taxi 2 (2000), l'assistència de la qual va superar la primera part amb gairebé 11 milions d'espectadors.
Després, va dirigir una comèdia detectivesca, Wasabi: El tracte brut de la màfia (2001) escrita per Luc Besson i va fer una gira al Japó amb Jean Reno, Michel. Muller, Carole Bouquet i l'ídol dels adolescents japonesos, Ryoko Hirosue.
Amb la realització de Taxi: A tota velocitat (2003), va aconseguir el segon lloc a la taquilla de l'any just darrere de Buscant en Nemo. El mateix any, va dirigir Fanfan la Tulipa (2003) coescrita per Luc Besson i Jean Cosmos, amb Vincent Pérez i Penélope Cruz, una pel·lícula de gran èxit que va obrir el {56è Festival Internacional de Cinema de Canes fora de competició.
Gérard Krawczyk després va passar a un projecte més íntimista La vie est à nous! (2005), que va escriure a partir de la novel·la L'Eau des fleurs de Jean-Marie Gourio, i en què els personatges són interpretats per Sylvie Testud, Josiane Balasko, Catherine Hiegel, Éric Cantona i Michel Muller. El 2006, Gérard Krawczyk va ser president del jurat del Festival International des Très Courts.
Davant les reiterades peticions a l'autor-productor Luc Besson dels espectadors que reclamaven una seqüela de Taxi, Gérard Krawczyk va dirigir Taxi 4 (2007). Aleshores es troba entre els directors més taquillers de França durant els darrers deu anys, just darrere de Peter Jackson i Steven Spielberg.
En el procés, Gérard Krawczyk va dirigir la seva desena pel·lícula, L'hostal vermell (2007), coescrita per Christian Clavier i Michel Delgado, que volia oferir un remake deliberadament còmic de la pel·lícula Autant-Lara. Inclou actors consagrats, com Gérard Jugnot i Josiane Balasko, i nouvinguts, com François-Xavier Demaison, Jean-Baptiste Maunier i Anne Girouard. Ell mateix apareix com a propietari d'un bar a la pel·lícula de Josiane Balasko Cliente (2007).
El 2014, va tornar a la direcció per dirigir els dos últims capítols de la sèrie de televisió Taxi Brooklyn, una coproducció internacional inspirada en el sèrie de cinema francès.
El novembre de 2019, és president del jurat del Festival de Cinema Rus d'Honfleur.

## Filmografia

### Director

#### Curtmetratges
- 1980 : Le concept subtil
- 1981 : Toro Moreno
- 1984 : Homicide by night

#### Llargmetratges
- 1986 : Je hais les acteurs
- 1987 : L'Été en pente douce
- 1997 : Héroïnes
- 2000 : Taxi 2
- 2001 : Wasabi: El tracte brut de la màfia
- 2003 : Taxi: A tota velocitat
- 2003 : Fanfan la Tulipa
- 2005 : La vie est à nous !
- 2007 : Taxi 4
- 2007 : L'hostal vermell

#### Televisió
- 1993 : Le prix d'une femme
- 2014 : Taxi Brooklyn (ssèrie de televisió, 12 épisodes)

#### Documental
- 2015 : Marseille !, documental emès a France 3, divendres 4 de setembre de 2015 a les 23h20.

### Ajudant de director
- 1981 : Si ma gueule vous plaît de Michel Caputo

### Actor
- 1981 : Si ma gueule vous plaît... de Michel Caputo amb Valérie Mairesse, Bernadette Lafont
- 1987 : Papillon du vertige de Jean-Yves Carrée (devenu Jean-Yves Carrée Le Besque)
- 1987 : Cinématon #925 de Gérard Courant
- 11990 : Deux flics à Belleville, telefilm de Sylvain Madigan - Babacool
- 1996 : XY de Jean-Paul Lilienfeld amb Clémentine Célarié, Patrick Braoudé - L'homme spermogramme #2
- 1996 : Amour et Confusions de Patrick Braoudé smb Patrick Braoudé, Kristin Scott Thomas
- 1997 : Héroïnes de Gérard Krawczyk amb Virginie Ledoyen, Maidi Roth
- 1999 : Joana d'Arc de Luc Besson amb Milla Jovovich, Dustin Hoffman
- 2003 : Taxi: A tota velocitat de Gérard Krawczyk amb Bernard Farcy, Frédéric Diefental i Samy Nacery - Le Gendarme de la camionnette
- 2008 : Cliente de Josiane Balasko amb Nathalie Baye, Isabelle Carré, Éric Caravaca, Josiane Balasko
- 2017 : Valerian i la ciutat dels mil planetes de Luc Besson : el capità que dona la benvinguda als Martapuraïs a bord de l'estació alfa

### Guionista
- 1986 : Je hais les acteurs de Gérard Krawczyk amb Michel Galabru, Pauline Lafont
- 1987 : L'Été en pente douce de Gérard Krawczyk amb Jacques Villeret, Jean-Pierre Bacri, Pauline Lafont
- 1997 : Héroïnes de Gérard Krawczyk amb Virginie Ledoyen, Maidi Roth

## Resultat a taquilla
| Pel·lícula                         | Any      | Box-Office France   |
| Je hais les acteurs                | 1986     | 414.153 entrades    |
| L'Été en pente douce               | 1987     | 785.791 entrades    |
| Héroïnes                           | 1997     | 59.956 entrades     |
| Taxi 2                             | 2000     | 10.345.901 entrades |
| Wasabi: El tracte brut de la màfia | 2001     | 1.279.352 entrades  |
| Fanfan la Tulipa                   | 2003     | 1.249.692 entrades  |
| Taxi: A tota velocitat             | 2003     | 6.151.691 entrades  |
| La vie est à nous !                | 2005     | 49.071 entrades     |
| Taxi 4                             | 2007     | 4.562.928 entrades  |
| L'hostal vermell                   | 2007     | 799.355 entrades    |
| Total                              | -------- | 25.697.890 entrades |